# Кипарисов, Сергей Сергеевич
Серге́й Серге́евич Кипари́сов (14 декабря 1924 года, Саратов, РСФСР, СССР — 1992, Москва, Россия)— советский учёный, металлург и химик, внесший ключевой вклад в развитие советской порошковой металлургии. Доктор технических наук, профессор, разработал способы получения дисперсно-упрочнённых сплавов титана, циркония, ниобия, тантала и молибдена. Лауреат Государственной премии СССР (1977). Ректор МИТХТ с 1976 по 1989 год.

## Биография
Сергей Сергеевич Кипарисов родился 14 декабря 1924 года в Саратове в семье служащих. В 1942 году окончил с отличием среднюю школу и был призван в ряды Красной армии. После окончания танкового училища в 1943 году — участник Великой Отечественной войны. 
Демобилизовавшись, в 1946 году С.С. Кипарисов поступил в Московский институт цветных металлов и золота им. М.И. Калинина. После окончания остался работать в институте, после перевода МИЦМиЗ в Красноярск в 1958 году перешел на работу в Московский институт стали и сплавов. В 1956 году защитил кандидатскую диссертацию, а в 1968 году — докторскую. 
В 1966 году стал деканом факультета цветных и редких металлов и сплавов МИСиС. С 1971 года С.С. Кипарисов возглавлял кафедру редких металлов и порошковой металлургии МИСиС. С 1976 года трудовая деятельность С.С. Кипарисова связана с Московским институтом тонкой химической технологии им. М.В. Ломоносова (МИТХТ), ректором которого он был с 1976 по 1989 год. Там им была основана кафедра химии и технологии композиционных и порошковых материалов, которой он руководил до последних дней своей жизни.
Похоронен на Преображенском кладбище.

## Научная и педагогическая деятельность
Научная деятельность С.С. Кипарисова была связана с разработкой научных и технологических основ порошковой металлургии, созданием новых материалов со специальными и повышенными свойствами. Разработал способы получения дисперсно-упрочнённых сплавов титана, циркония, ниобия, тантала и молибдена. Результаты исследований, выполненных под его руководством, отражены более чем в 350 публикациях, среди которых 8 монографий и около 100 авторских свидетельств на изобретение.
На протяжении многих лет С.С. Кипарисов был действительным членом Международного института науки о спекании и членом редколлегии международного научного журнала «Физика спекания», входил в оргкомитеты международных симпозиумов, школ и конференций. Подготовил 6 докторов и более 100 кандидатов наук, был основателем и бессменным руководителем межвузовского научного совета по направлению «Порошковая металлургия и композиционные материалы». При его непосредственном участии были созданы научные и образовательные центры в Перми, Минске, Новочеркасске. 
Лауреат Государственной премии СССР 1977 года.